# Cubaoppia fusisetosa
Cubaoppia fusisetosa är en kvalsterart som först beskrevs av Balogh och Sandór Mahunka 1980.  Cubaoppia fusisetosa ingår i släktet Cubaoppia och familjen Oppiidae. Inga underarter finns listade i Catalogue of Life.